# Sesleria comosa
Sesleria comosa är en gräsart som beskrevs av Josef Velenovský. Sesleria comosa ingår i släktet älväxingar, och familjen gräs. Inga underarter finns listade i Catalogue of Life.